# Multioppia radiata
Multioppia radiata är en kvalsterart som beskrevs av Hammer 1961. Multioppia radiata ingår i släktet Multioppia och familjen Oppiidae. Inga underarter finns listade i Catalogue of Life.